# パーソロン
パーソロン（Partholon、1960年 - 1985年）はアイルランドの競走馬。父マイリージャンと母パレオの間に生まれた鹿毛の牡のサラブレッドである。日本で種牡馬として成功し、その系統をパーソロン系と呼ぶこともある。ホモ鹿毛遺伝子の持主で、栗毛や青毛の産駒が存在しない。馬名は、ケルト神話に登場するパーソロン族に由来する。

## 略歴
現役時代は14戦2勝でナショナルステークスとイボアハンデキャップに優勝したのみだが、ロイヤルウィップステークスなど2着が5回あり、アイリッシュダービーで6着、アイリッシュセントレジャーで4着になっている。合計で13,251ポンドの賞金を獲得した。
引退後にシンボリ牧場の和田共弘とメジロ牧場の北野豊吉が共同購入し、1964年に種牡馬として日本に輸入された。産駒2世代目にメジロアサマを出し、その後もダービー馬のサクラショウリ、七冠馬シンボリルドルフ、二頭の桜花賞馬と四頭のオークス馬を輩出した。1971年と1976年には日本リーディングサイアーとなっている。またブルードメアサイアーとしても影響を残しており、現代の競走馬でも血統表の中に時折その名前を見出す事ができる。
シンボリ牧場と物部神社に銅像が建立されている。

## 兄弟
パーソロンが日本で種牡馬として成功したため、1歳年上の全兄ミステリー、8歳年下の全弟ペール、10歳年下の全弟マイフラッシュも種牡馬として日本に輸入されたが、パーソロンほどの成功は収めなかった。
ミステリーは菊花賞馬ノースガストの母の父として名を残している。ペールはサファイヤステークス2着馬のケージーカグラを送り出し、アブクマポーロの母の父でもある。

## 主な産駒
太字はグレード制施行前は八大競走、グレード制施行後はGI競走。
- 1965年産
  - ヤマトダケ（京成杯3歳ステークス）
    - 1967年度最優秀3歳牝馬
- 1966年産
  - メジロアサマ（天皇賞（秋）、安田記念、アメリカジョッキークラブカップ、アルゼンチンジョッキークラブカップ、ハリウッドターフクラブ賞、函館記念）
  - グローブターフ（愛知杯）
- 1967年産
  - ハーバーゲイム（安田記念、牝馬東京タイムズ杯、クイーンステークス）
    - 1970年度最優秀4歳牝馬

  - トウショウピット（中山記念、関屋記念、クモハタ記念）
- 1968年産
  - カネヒムロ（優駿牝馬）
  - ナスノカオリ（桜花賞、4歳牝馬特別）
    - 1971年度最優秀4歳牝馬

  - メジロゲッコウ（弥生賞、スプリングステークス）
  - ミネラルシンボリ（日本短波賞）
  - タニノカツヒメ（全日本三才優駿、関東オークス、桜花賞（浦和）、平和賞）
- 1969年産
  - タケフブキ（優駿牝馬）
  - トクザクラ（朝日杯3歳ステークス、牝馬東京タイムズ杯、ダービー卿チャレンジトロフィー、京成杯3歳ステークス、新潟3歳ステークス）
    - 1971年度最優秀3歳牝馬
    - 1972年度最優秀4歳牝馬

  - ノボルトウコウ（スプリンターズステークス、小倉大賞典、関屋記念、福島記念、七夕賞）
- 1970年産
  - ナスノチグサ（優駿牝馬、京王杯オータムハンデキャップ、新潟記念）
  - ヤマブキオー（中山記念、京王杯スプリングハンデキャップ、金鯱賞、中京記念、ダービー卿チャレンジトロフィー、函館記念）
  - マチカネハチロー（マイラーズカップ）
  - スピードリッチ（東京4歳ステークス）
- 1971年産
  - トウコウエルザ（優駿牝馬、ビクトリアカップ、クイーンステークス）
    - 1974年度最優秀4歳牝馬

  - カーネルシンボリ（目黒記念（春）、弥生賞、東京4歳ステークス、京成杯3歳ステークス、北海道3歳ステークス）
- 1973年産
  - スカッシュソロン（安田記念、阪神4歳牝馬特別）
  - ボールドシンボリ（朝日杯3歳ステークス）
  - マチカネタイテイ（京阪杯）
  - ムサシダケ（報知グランプリカップ）
- 1974年産
  - フジビゼン
    - 1976年度最優秀3歳牝馬
- 1975年産
  - サクラショウリ（東京優駿、宝塚記念、アメリカジョッキークラブカップ、目黒記念（春）、セントライト記念、東京4歳ステークス）
    - 1978年度最優秀4歳牡馬

  - アグネスホープ（毎日杯）
  - モデルスポート（牝馬東京タイムズ杯・ダービー卿チャレンジトロフィー）
    - 1978年度最優秀4歳牝馬
- 1977年産
  - シンボリフレンド（京王杯スプリングハンデキャップ）
  - スイートネイティブ（安田記念、七夕賞、牝馬東京タイムズ杯）
    - 1982年度最優秀5歳以上牝馬

  - タケノハッピー（クイーンステークス、ダービー卿チャレンジトロフィー）
- 1978年産
  - サンエイソロン（スプリングステークス、NHK杯、京都新聞杯、大阪杯）
- 1979年産
  - スイートカーソン（オールカマー、福島記念）
  - シンボリヨーク（東京新聞杯）
  - サクラシンボリ（エプソムカップ）
- 1980年産
  - サクラガイセン（アメリカジョッキークラブカップ）
  - ウインザーノット（函館記念2回）
- 1981年産
  - シンボリルドルフ（牡馬クラシック三冠（皐月賞、東京優駿、菊花賞）、有馬記念2回、天皇賞（春）、ジャパンカップ、日経賞、弥生賞、セントライト記念）
    - 1984年度代表馬・最優秀4歳牡馬
    - 1985年度代表馬・最優秀5歳以上牡馬
    - 顕彰馬

  - ダイアナソロン（桜花賞、サファイヤステークス）
    - 1984年度最優秀4歳牝馬
- 1982年産
  - サクラサニーオー（アルゼンチン共和国杯、京成杯）
  - アサクサスケール（クイーンステークス）
- 1984年産
  - マティリアル（スプリングステークス、京王杯オータムハンデキャップ）
- 1985年産
  - キリパワー（目黒記念）

### ブルードメアサイアーとしての主な産駒
- ディアマンテ 父トピオ（エリザベス女王杯、福島記念）
- カネミノブ 父バーバー（有馬記念、アルゼンチン共和国杯、日本経済賞、目黒記念（春）、毎日王冠）
  - 1978年度代表馬・最優秀5歳以上牡馬
- ビンゴガルー 父デュール（皐月賞、朝日杯3歳ステークス、京王杯オータムハンデキャップ、セントライト記念）
  - 1978年度最優秀3歳牡馬
- グローバルダイナ（小倉大賞典）
  - 1985年度最優秀5歳以上牝馬
- シリウスシンボリ 父モガミ（東京優駿（日本ダービー））
- ライトカラー 父ヤマニンスキー（優駿牝馬）
- シンボリクリエンス 父モガミ（中山大障害（春・秋）、東京障害特別（春・秋））
  - 1991・1992年度最優秀障害馬
- カネユタカオー 父カツラノハイセイコ（栃木三冠）
- ポレール 父エブロス（中山大障害（春2回・秋）、東京障害特別（春）、阪神障害ステークス（秋））
  - 1996年度最優秀障害馬
- メジロドーベル 父メジロライアン（優駿牝馬、秋華賞、エリザベス女王杯2回、阪神3歳牝馬ステークス、オールカマー、府中牝馬ステークス）
  - 1996年度最優秀3歳牝馬
  - 1997年度最優秀4歳牝馬
  - 1998・1999年度最優秀5歳以上牝馬
- アインブライド 父コマンダーインチーフ（阪神3歳牝馬ステークス）
  - 1997年度最優秀3歳牝馬
- ダンツキッチョウ（青葉賞）

## 血統表
| パーソロン (Partholon)の血統 | パーソロン (Partholon)の血統                                  | パーソロン (Partholon)の血統                                  | （血統表の出典）                                              | （血統表の出典） |
| 父系                         | トウルビヨン系                                                | トウルビヨン系                                                | トウルビヨン系                                                | [ § 2 ]          |
| 父 Milesian 1953 鹿毛        | 父の父My Babu 1945 鹿毛                                       | Djebel                                                        | Tourbillon                                                    | Tourbillon       |
| 父 Milesian 1953 鹿毛        | 父の父My Babu 1945 鹿毛                                       | Djebel                                                        | Loika                                                         |                  |
| 父 Milesian 1953 鹿毛        | 父の父My Babu 1945 鹿毛                                       | Perfume                                                       | Badruddin                                                     | Badruddin        |
| 父 Milesian 1953 鹿毛        | 父の父My Babu 1945 鹿毛                                       | Perfume                                                       | Lavendula                                                     |                  |
| 父 Milesian 1953 鹿毛        | 父の母Oatflake 1942 鹿毛                                      | Coup de Lyon                                                  | Winalot                                                       | Winalot          |
| 父 Milesian 1953 鹿毛        | 父の母Oatflake 1942 鹿毛                                      | Coup de Lyon                                                  | Sundry                                                        |                  |
| 父 Milesian 1953 鹿毛        | 父の母Oatflake 1942 鹿毛                                      | Avena                                                         | Blandford                                                     | Blandford        |
| 父 Milesian 1953 鹿毛        | 父の母Oatflake 1942 鹿毛                                      | Avena                                                         | Athasi                                                        |                  |
| 母 Paleo 1953 鹿毛           | 母の父Pharis 1936 黒鹿毛                                      | Pharos                                                        | Phalaris                                                      | Phalaris         |
| 母 Paleo 1953 鹿毛           | 母の父Pharis 1936 黒鹿毛                                      | Pharos                                                        | Scapa Flow                                                    |                  |
| 母 Paleo 1953 鹿毛           | 母の父Pharis 1936 黒鹿毛                                      | Carissima                                                     | Clarissimus                                                   | Clarissimus      |
| 母 Paleo 1953 鹿毛           | 母の父Pharis 1936 黒鹿毛                                      | Carissima                                                     | Casquetts                                                     |                  |
| 母 Paleo 1953 鹿毛           | 母の母Calonice 1940 鹿毛                                      | Abjer                                                         | Asterus                                                       | Asterus          |
| 母 Paleo 1953 鹿毛           | 母の母Calonice 1940 鹿毛                                      | Abjer                                                         | Zariba                                                        |                  |
| 母 Paleo 1953 鹿毛           | 母の母Calonice 1940 鹿毛                                      | Coronis                                                       | Tourbillon                                                    | Tourbillon       |
| 母 Paleo 1953 鹿毛           | 母の母Calonice 1940 鹿毛                                      | Coronis                                                       | Heldifann                                                     |                  |
| 母系(F-No.)                  | (FN:F13-c)                                                    | (FN:F13-c)                                                    | (FN:F13-c)                                                    | [ § 3 ]          |
| 5代内の近親交配              | Pharos 5×3=15.63%、Tourbillon 4×4=12.50%、Blandford 5×4=9.38% | Pharos 5×3=15.63%、Tourbillon 4×4=12.50%、Blandford 5×4=9.38% | Pharos 5×3=15.63%、Tourbillon 4×4=12.50%、Blandford 5×4=9.38% | [ § 4 ]          |
| 出典                         | 1. 2. 3. 4.                                                   | 1. 2. 3. 4.                                                   | 1. 2. 3. 4.                                                   | 1. 2. 3. 4.      |

4代母HeldifannはTourbillonの母Durbanと全姉妹であり、3代母Coronisはその全姉妹の2×1という濃い近交を持つ。